# Консультативный комитет по радиационным экспериментам на человеке
Консультативный комитет по радиационным экспериментам на человеке (англ. Advisory Committee on Human Radiation Experiments) был создан в 1994 году президентом Биллом Клинтоном в соответствии с указом 12891 от 15 января 1994 года для расследования экспериментов правительства США по радиационному облучению человека. Комитет возглавила Рут Фаден из Института биоэтики имени Джонса Хопкинса и Фиби Берман.
В октябре 1995 года заключительный отчет комитета объемом в тысячу страниц был представлен в Белом доме, а сам комитет был закрыт.

## Предыстория
Проблема радиационных опытов над людьми впервые привлекла внимание общественности в информационном бюллетене Science Trends в 1976 году и в журнале Mother Jones в 1981 году. Репортёр Mother Jones Говард Розенбург использовал Закон о свободе информации, чтобы собрать сотни документов для расследования общих исследований радиации, которые проводились в Институте ядерных исследований Ок-Риджа (ныне Oak Ridge Institute for Science and Education). Статья Mother Jones стала поводом к созыву слушаний в Подкомитете по расследованиям и надзору Комитета Палаты представителей по науке и технологиям. Слушание проходило под председательством конгрессмена Альберта Гора. В отчете подкомитета Гора говорилось, что радиационные эксперименты были «удовлетворительными, но не идеальными».
В ноябре 1986 года был опубликован отчет конгрессмена Эда Марки, но получил лишь поверхностное освещение в СМИ. В докладе, озаглавленном «Американские ядерные морские свинки: три десятилетия радиационных экспериментов на гражданах США» (American Nuclear Guinea Pigs: Three decades of radiation experiments on U.S. citizens), говорится, что был проведен 31 эксперимент по облучению с участием почти 700 человек. Марки призвал Министерство энергетики США найти подопытных и возместить им ущерб. Министерству энергетики было известно, кто проводил эксперименты, и имена некоторых испытуемых. Тем не менее, после того как отчет был опубликован, президент Рональд Рейган и вице-президент Джордж Буш-старший препятствовали началу расследования.
В докладе Марки утверждалось, что между 1945 и 1947 годами восемнадцати больным пациентам вводили плутоний. Под руководством Гарольда Ходжа врачи отбирали для проведения опытов пациентов, которые должны были умереть в ближайшем будущем. Несмотря на прогнозы врачей, некоторые из испытуемых прожили десятилетия спустя. Например, Эбб Кейд был невольным участником медицинских экспериментов, включавших введение 4,7 микрограммов плутония 10 апреля 1945 года в Ок-Ридже, штат Теннесси.
В отчете говорилось: «Эти эксперименты предоставили информацию об удержании и поглощении радиоактивных материалов человеческим телом. Эксперименты, тем не менее, были отвратительны, поскольку люди, по сути, использовались в качестве подопытных кроликов и калибровочных устройств».

## Журналистское расследование
Поводом для создания Консультативного комитета по радиационным экспериментам на человеке послужила серия исследовательских отчетов Эйлин Уэлсом в газете Albuquerque Tribune под названием «Эксперимент с плутонием», заслуживших Пулитцеровскую премию. Серия статей об экспериментах в Мемориальной больнице Стронга вышла, начиная с 15 ноября 1993 года. Этот отчет отличался от отчета Марки, поскольку Уэлсом предала гласности имена людей, которым вводили плутоний. Первоначально Уэлсом обнаружила эти эксперименты, просматривая документы на базе военно-воздушных сил Киртланд в Альбукерке весной 1987 года. В её отчете жертвы идентифицированы только по кодовым именам. Получив Пулитцеровскую премию 1994 года за своё расследование, Уэлсом раскрыла дополнительные сведения в 1999 году, опубликовав книгу «Плутониевые файлы: секретные медицинские эксперименты Америки во время холодной войны».